# Francesville
Francesville – miasto w Stanach Zjednoczonych, w stanie Indiana, w hrabstwie Pulaski.